# 重慶大学
重慶大学（英語: Chongqing University）は、中国重慶市沙坪垻区に本部を置く中国の国立大学。1929年創立、1929年大学設置。
大学の略称は重大（じゅうだい）である。中国の国家優先教育プログラム211工程、985工程、双一流の指定校として重点的に建設される国家重点大学である。現在、四つのキャンパスを持つ副部級大学の一つである。中国国内では特に工学分野での研究で評価が高く、機械工学、電気工学、生物工学、材料工学等の分野の国家重点学科が持っている。国家重点実験室も複数がある。卓越大学連盟の成員校である。2014年時点で、学校の面積は5500畝、建築面積は150万平方メートルである。生徒数は約5万人で、学部生3万人と大学院生2万人（留学生1200人）、教職員は5200人である。
重慶大学から任正非（ファーウェイCEO）などたくさんの卒業生が社会に活躍している。

## 略歴

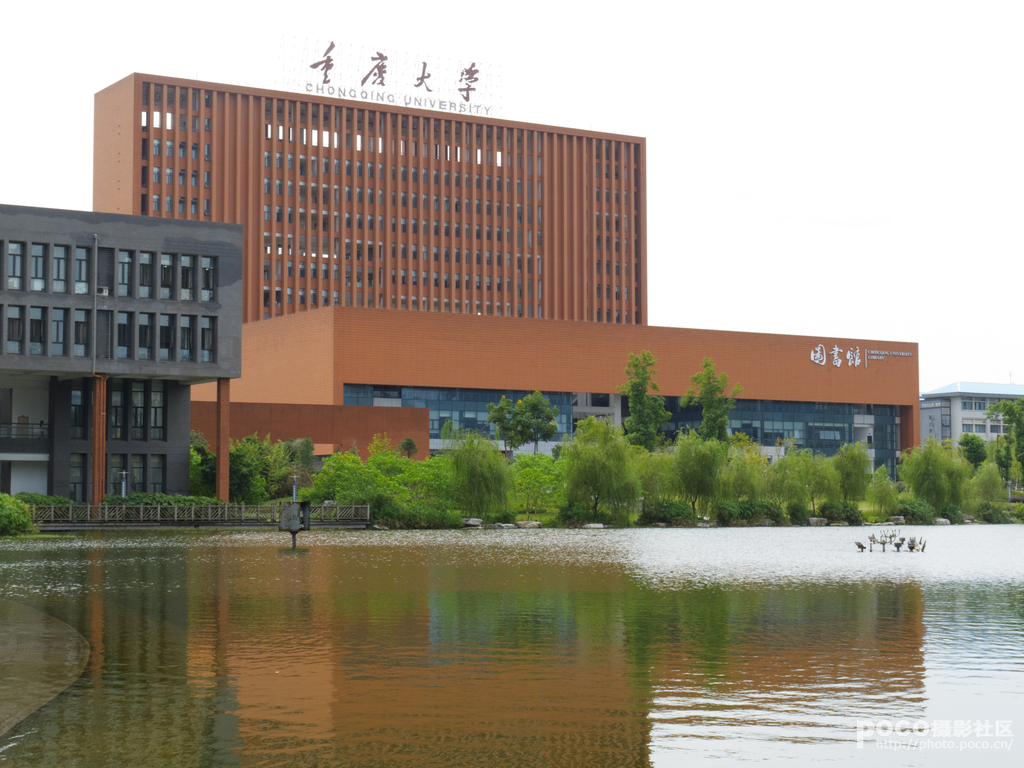
D区の図書館

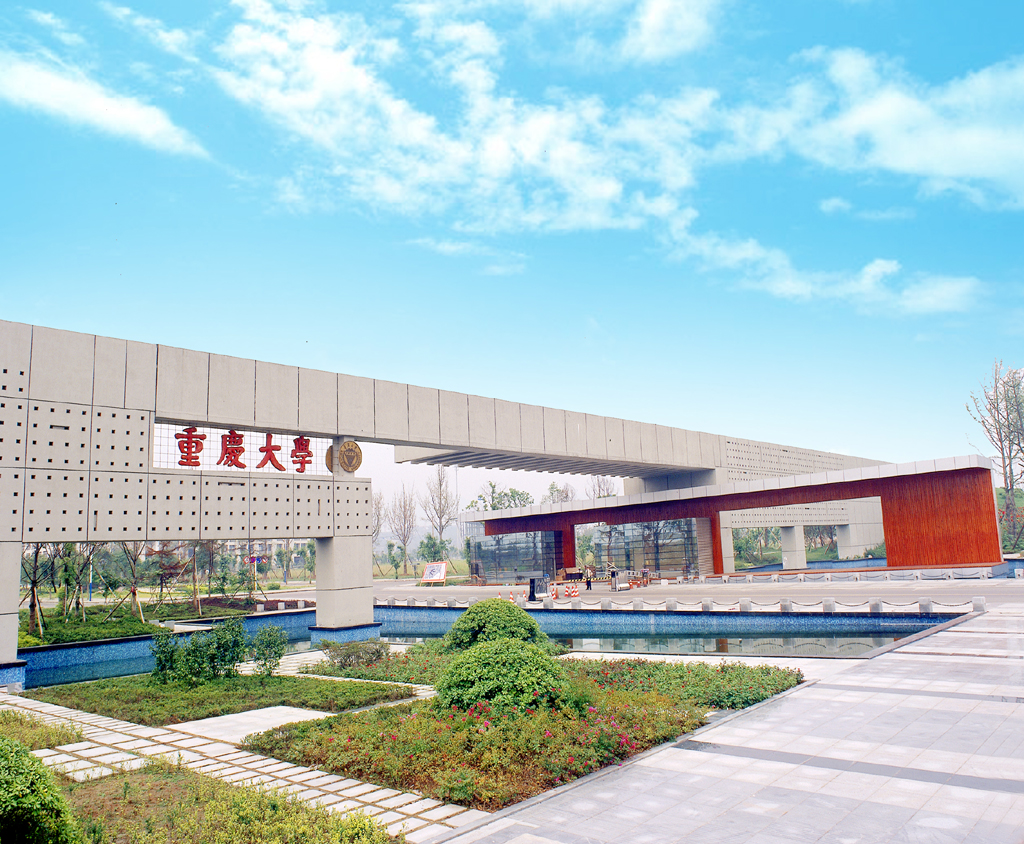
D区のキャンパス入口

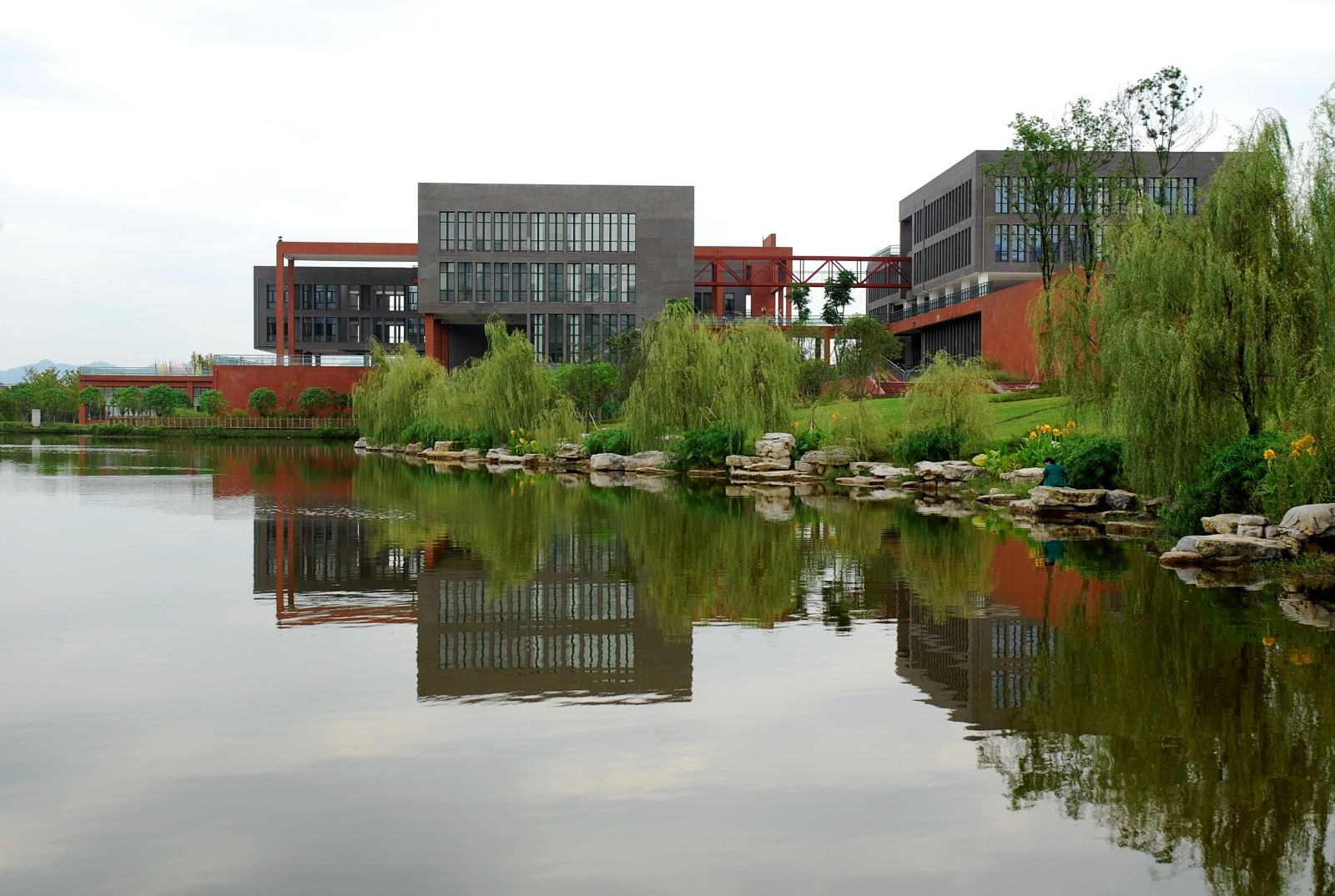
D区の教学館

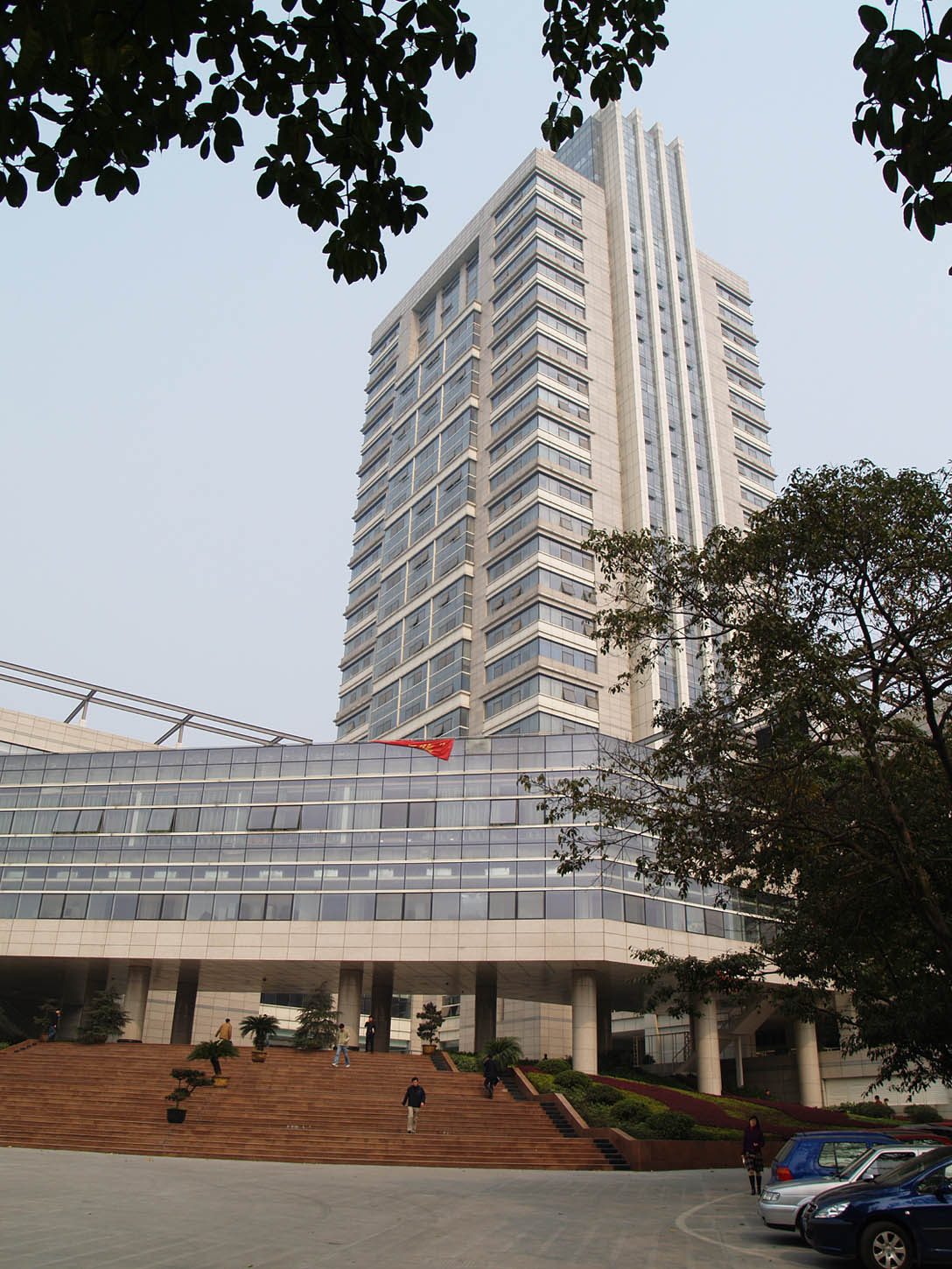
A区の主教学館

- 1929年、重慶大学の起源となる重慶学堂を重慶市政府が設立。

- 1935年、「省立重慶大学」と改称。

- 1942年、「国立重慶大学」と改称。

- 1950年、「重慶大学」と改称。

- 1952年、四川大学地質系、貴州大学地質系、川南工業専科学校機械科と電機科、西南石油専科学校鑽探科と機械科、西南工業部工業学校機械科、西南工業専科学校機械科と電機科を吸収合併する。

- 1952年、中華人民共和国成立に伴う高校間の学部などの調整により、各院系分離。重慶大学医学院が華西大学（現四川大学）に合併される。重慶大学文学院が四川大学に合併される。重慶大学の鐵道工程専攻が西南交通大学に合併される。重慶大学商学院が西南財経学院及び四川財経学院（現西南財経大学）に合併される。重慶大学法学院が西南政法学院（現西南政法大学）になる。重慶大学の体育系が西南師範学院（現西南大学）に合併される。農業系が西南農学院（現西南大学）に合併される。化学化工系が四川化学工業学院（現四川大学）に合併される。

- 1953年、重慶大学理学院が四川大学に合併される。

- 1955年、重慶大学の無線電電報電話専攻と天津大学の無線電電報電話専攻は合併し、北京郵電学院（現北京郵電大学）になる。

- 1956年、重慶大学の地質系は四川地質学院（現成都理工大学）になる。

- 1998年、重慶大学人文芸術学院が設立。

- 2000年、旧制の重慶大学、重慶建築大学と重慶建築高等専科学校が併合し、新制の重慶大学となる。

- 2000年、重慶大学美視電影学院が設立。

- 2000年、重慶大学研究生院が設立。

- 2002年、重慶大学法学院が設立。

- 2004年10月12日、学校創立75週年の記念式典を挙行。

- 2007年、重慶大学文学と新聞伝媒学院が設立。

- 2008年、重慶大学農学及生命科学研究院が設立。

- 2011年6月、重慶大学人文社会高等研究院が設立。

- 2011年8月29日、重慶大学工程学部、建築学部、信息学部が設立。

- 2012年3月10日、重慶大学公共管理学院が設立。

- 2012年7月5日、重慶大学生命科学学院が設立。

- 2012年7月6日、重慶大学第三軍医大学生物医学工程連合学院が設立。

## 基礎データ

### 所在地
重慶市沙坪垻区

### 校訓
「耐労苦、尚倹樸、勤学業、愛国家」

### シンボルマーク
円形を中心にハーモニーを象徴する意味である。三角形は大学が成立した初期のシンボルマークを継続する。水平方向の線は川の流れを描く。山は「山の都市」と呼ばれる重慶を象徴する。歯車は科学研究の意味である。オリーブの葉は希望を与える。

### 校歌
「重慶大学校歌」。作詞：胡庶華·作曲：許可経。

### スクールカラー
重大青

## 組織
「学院」も「系」も日本の大学の学部にほぼ相当する。「学部」は「学院」と「系」の上の編成で、実体はなく、日本の「学部」とは位置付けが異なっている。妙訳がないのでそのまま記す。
- 文理学部
  - 数学と統計学院
  - 物理学院
  - 化学化工学院
  - 生物医学工程聯合学院
  - 公共管理学院
  - 外国語学院
  - 芸術学院
  - 新聞学院
  - 体育学院
  - 美視電影学院

- 工程学部
  - 電気工程学院
  - 機械工程学院
  - 動力工程学院
  - 資源環境科学学院
  - 材料科学と工程学院
  - 航空航天学院

- 建築学部
  - 建築城規学院
  - 土木工程学院
  - 城市建設と環境工程学院
  - 建設管理と房地産学院

- 信息学部
  - 光電工程学院
  - 通信工程学院
  - 自動化学院
  - コンピューター学院
  - ソフトウェア学院

- 法学部
  - 法学院

- 工商管理学部
  - 経済と工商管理学院

- ほかの学部
  - 弘深学院
  - 国際学院
  - 城市科技学院
  - 博雅学院
  - マルクス主義理論教研部

## 国家重点学科
大学は持っている国家重点学科は以下である。

### 工学
（一級学科）機械工学、電気工学、生物医学工学
（二級学科）材料工学、熱物理工学、岩土工学、採鉱工学、精密機械工学

### 管理学
（二級学科）技術経済と管理

## 国家重点実験室
大学は三つの国家重点実験室が持っている。
機械伝動国家重点実験室
送配電設備・電力システム安全・新技術国家重点実験室
炭鉱安全・動力学・制御国家重点実験室

## 学科ランキング
2012年度の「中華人民共和国教育部学科評価」により、中国国内において特に強みを持つ研究分野は以下である。
| 中国国内の順位 | 専攻分野     |
| -------------- | ------------ |
| 4              | 鉱山工学     |
| 4              | 都市計画工学 |
| 8              | 建築工学     |
| 5              | 産業工学     |
| 5              | 電気工学     |
| 5              | 測定工学     |
| 6              | 生物医学工学 |
| 6              | 金属工学     |
| 7              | 景観設計工学 |
| 8              | 機械工学     |
| 8              | 土木工学     |

## 附属機関
附属図書館
重慶大学図書館（蔵書数は全館合計で約420万冊）

## 大学関係者

### 歴代学長
| 任期                  | 名字   | 注 |
| --------------------- | ------ | -- |
| 1929年10月—1935年8月  | 劉湘   |    |
| 1935年8月—1938年7月   | 胡庶華 |    |
| 1938年10月—1941年7月  | 葉元龍 |    |
| 1941年9月—1949年11月  | 張洪沅 |    |
| 1950年3月—1952年11月  | 何魯   |    |
| 1956年7月—1966年8月   | 鄭思群 |    |
| 1978年4月—1980年5月   | 曾徳林 |    |
| 1980年5月—1982年4月   | 何文欽 |    |
| 1982年12月—1986年12月 | 江沢佳 |    |
| 1986年12月—1992年8月  | 顧楽観 |    |
| 1992年8月—1996年8月   | 呉雲鵬 |    |
| 1996年8月—1997年7月   | 劉飛   |    |
| 1997年7月—2003年1月   | 呉中福 |    |
| 2003年2月—2010年12月  | 李曉紅 |    |
| 2010年12月—2013年6月  | 林建華 |    |
| 2013年6月現在         | 周緒紅 |    |

### 歴代書記
| 任期                 | 名字   | 注 |
| -------------------- | ------ | -- |
| 1953年12月—1966年8月 | 鄭思群 |    |
| 1972年4月—1980年5月  | 曾徳林 |    |
| 1980年5月—1982年2月  | 何文欽 |    |
| 1982年2月—1983年8月  | 張文澄 |    |
| 1983年8月—1989年5月  | 程地全 |    |
| 1989年8月—1997年4月  | 顧楽観 |    |
| 1997年4月—2000年5月  | 欧可平 |    |
| 2000年5月—2005年12月 | 祝家麟 |    |
| 2005年12月現在       | 欧可平 |    |

### 教員
- 木村晃彦

### 卒業生
- チャンパ・プンツォー：西藏自治区党委副書記、人大常委会主任
- 秦宜智：共青団中央書記處第一書記。
- 劉鵬：国家体育総局局長、党組書記
- 蒲海清：元重慶市市長、国家冶金局局長
- 陳邦柱：元湖南省省長
- 和志強：元雲南省省長、省委副書記
- 王秀智：元安徽省副省長
- 楊志文：四川省副省長
- 呉碧蓮：甘粛省副省長
- 李玉光：国家知識産権局副局長
- 李先逵：建設部科技司司長
- 高峰：元雲南省副省長
- 李樹基：雲南省委常委、常務副省長
- 康綱有：重慶市人大常委会副主任、秘書長
- 秦敏：重慶市涪陵区区委書記
- 呉剛：重慶市副市長
- 王曉東：河北省張家口市委副書記、市政府市長
- 李星学：中国科学院院士
- 沈其韓：中国科学院院士
- 盛金章：中国科学院院士
- 謝学錦：中国科学院院士
- 郭尚平：中国科学院院士
- 沈忠厚：中国工程院院士
- 邱中建：中国工程院院士
- 王方定：中国科学院院士
- 周明鎮：中国科学院院士
- 張效祥：中国科学院院士
- 何知礼：国際砿産資源科学院院士
- 黄尚廉：中国工程院院士
- 林華宝：中国工程院院士
- 楊士中：中国工程院院士
- 孫才新：中国工程院院士
- 劉茂才：四川省社会科学院院長、研究員
- 康来明：中国工程設計師
- 馬庭林：中国工程設計師
- 呉礼運：中国工程設計師
- 徐尚志：中国工程設計師
- 熊顕彬：全国工程勘察設計師
- 李文沅：加拿大工程研究院院士
- 唐遠炎：重慶大学計算機学院院長、博士生導師
- 何金良：清華大学電機系教授
- 任正非：ファーウェイのCEO
- 張国立：俳優
- 閆粛：俳優
- 李元勝：作家
- 陳鵬翺：映畫監督
- 陳富：青年映畫監督
- 黄然：映畫監督
- 応亮：映畫監督
- 赫子銘：青年映畫監督
- 陳廷嘉：俳優
- 唐芸昕：女優
- 李佳念：主持人
- 高奕：俳優
- 張粤：俳優
- 胡珊：女優
- 尚華：女優
- 丁芸：女優
- 雷穎：俳優
- 苟音瑛：女優
- 唐熙：女優
- 趙子恵：女優
- 楊稀胭：女優
- 郭曉敏：主持人
- 張鵬：主持人
- 宋宸：主持人
- 張珊萌：女優
- 文静：女優
- 陳一諾：女優
- 姜正陽：女優
- 呉桐：女優
- 曾培：女優
- 王唯：俳優
- 陳木易：俳優
- 段卿卿：女優
- 楊悦君：女優

## 日本における協定校
- 東北大学
- 小山工業高等専門学校
- 中央大学
- 広島大学
- 熊本大学
- 鹿児島大学
- 神戸大学 工学部・工学研究科と土木工程学院、建築城規学院（部局間協定）